# Mycomya multiseta
Mycomya multiseta är en tvåvingeart som beskrevs av Coher 1959. Mycomya multiseta ingår i släktet Mycomya och familjen svampmyggor. Inga underarter finns listade i Catalogue of Life.